# Bammentaler Duft- und Heilkräutergarten
Der Bammentaler Duft- und Heilkräutergarten ist Teil eines ehemaligen Friedhofes von Reilsheim, der bis auf das 13. Jahrhundert zurückgeht. 1971 wurde hier zum letzten Mal ein Grab belegt. 2002 wurde der 1988 abgeräumte untere Teil des Friedhofs am Alten Turm durch die Lokale-Agenda-21-Gruppe Bammental mit Unterstützung des Landes Baden-Württemberg zu einem Duft- und Heilkräutergarten umgestaltet. Die Fläche beinhaltet u. a. sowohl einen Apothekergarten als auch einen Bauern- und Kräutergarten. Zahlreiche Infotafeln setzen den Besucher in Kenntnis über die jeweiligen Pflanzenarten. Die extensiv gepflegte Anlage ist Park und Naturgarten in einem und unterstützt in ihrer Pflanzenauswahl vor allem die heimische Schmetterlings- und Wildbienenfauna. Wasserbecken, die einst zum Befüllen von Gießkannen dienten, wurden zu einem kleinen Wassergarten umfunktioniert.
Im Bereich einer alten unverfugten Buntsandstein-Trockenmauer (Formation: Oberer Buntsandstein) finden Eidechsen ein Zuhause. In den Mauerritzen wächst der Braunstielige Streifenfarn (Asplenium trichomanes ssp. quadrivalens). Unmittelbar hinter dem Garten befindet sich ein stillgelegter Steinbruch, aus dem bereits im Spätmittelalter die Steine für den Bau der Reilsheimer Kirche und des Friedhofs entnommen wurden. Aus Sicherheitsgründen ist der Zugang zur Abbaustätte gesperrt.
Der Duft- und Heilkräutergarten ist für die Öffentlichkeit immer zugänglich und barrierefrei begehbar. Nach Absprache bietet der ehrenamtliche Trägerverein (Bammentaler Duft- und Heilkräutergarten e. V.) auch Führungen an. Sehenswert ist ebenso das Untergeschoss des Alten Turms mit seinem Chorgewölbe aus dem 15. Jahrhundert. Wieso das dazugehörige Kirchenschiff abgerissen wurde, ist unklar.

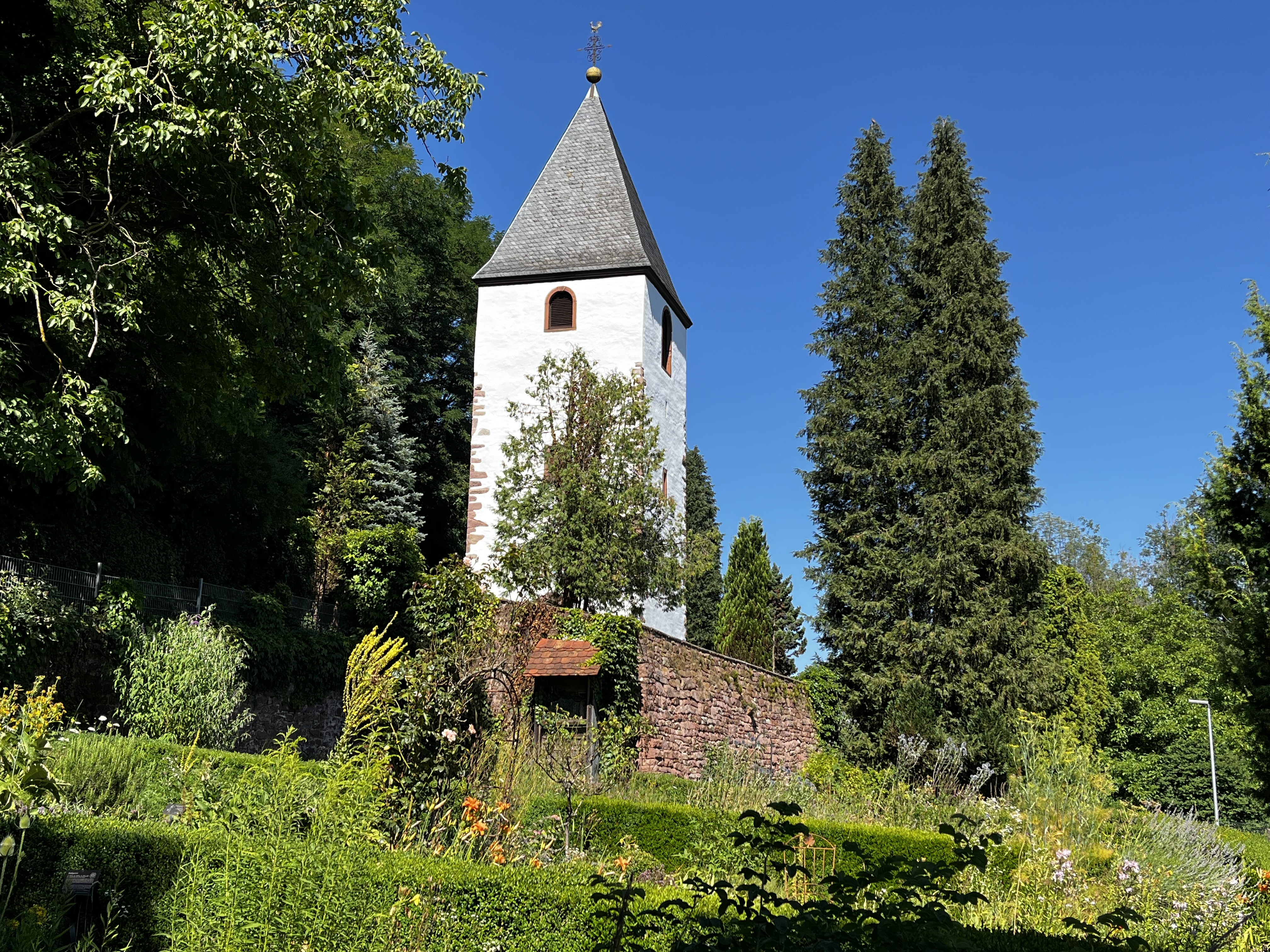
Bammentaler Duft- und Heilkräutergarten am AltenTurm
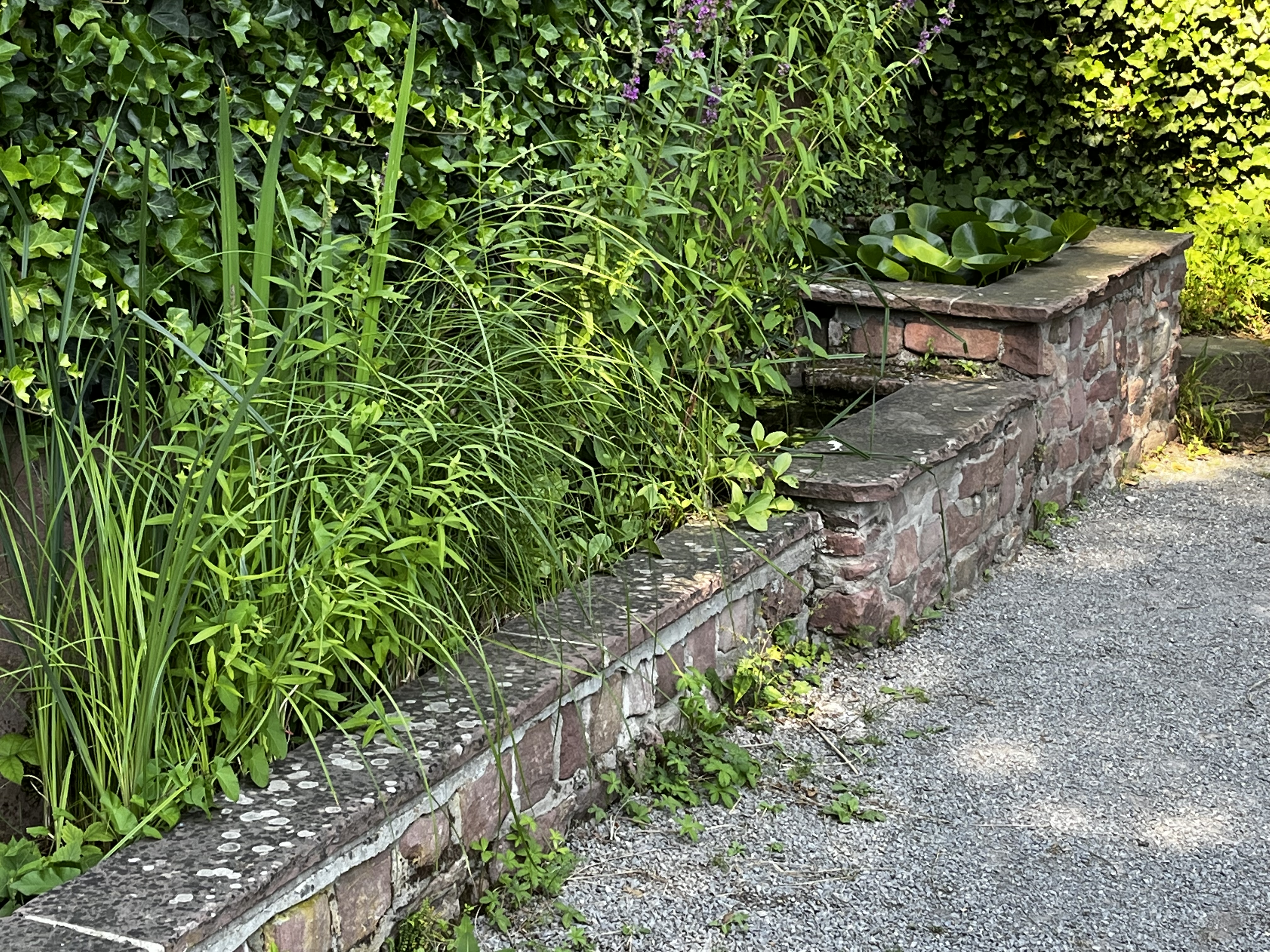
Wasserbecken mit Teichrosen, Sumpfschwertlilien, Pfeilkraut und Blutweiderich
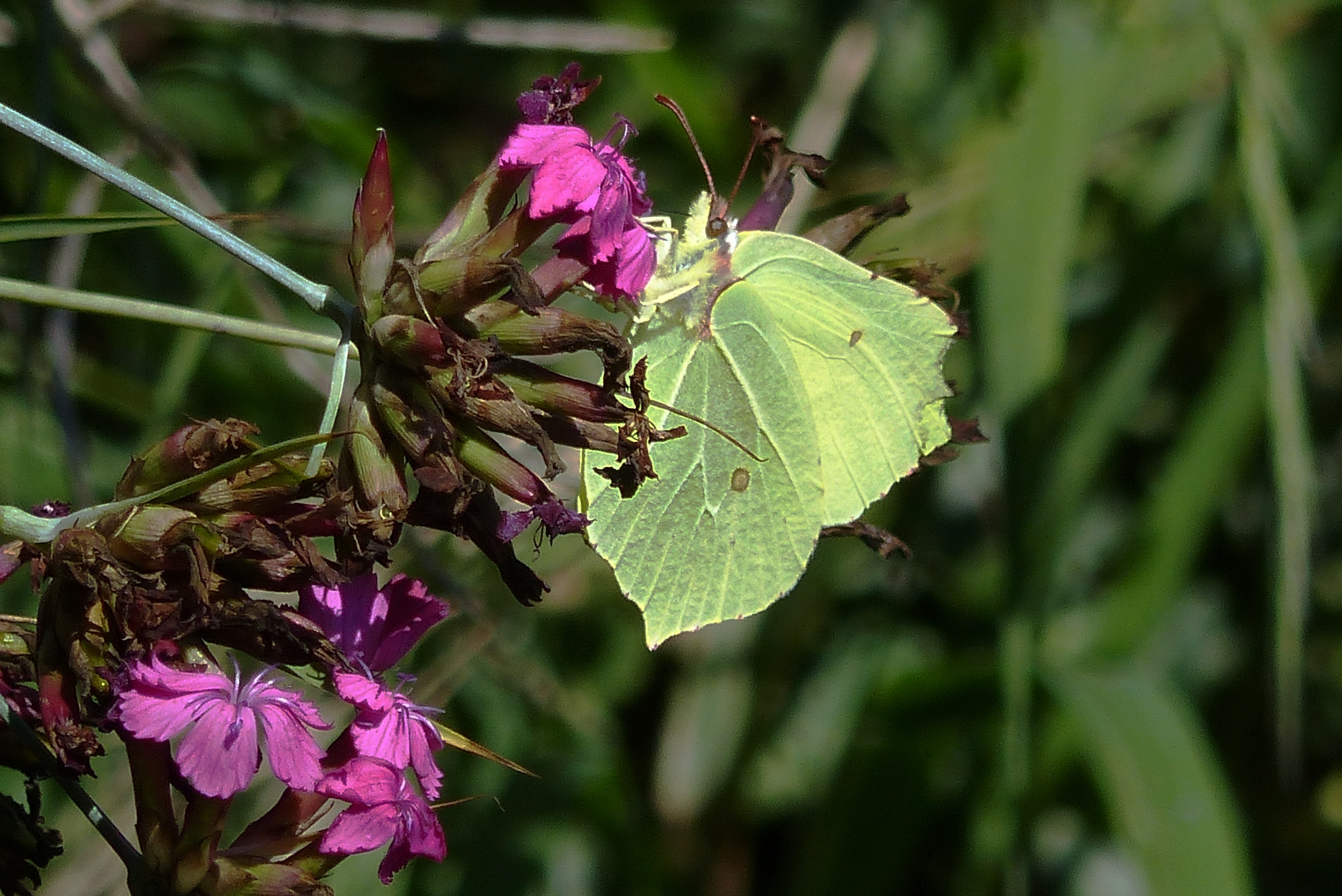
Zitronenfalter auf Kartäusernelke
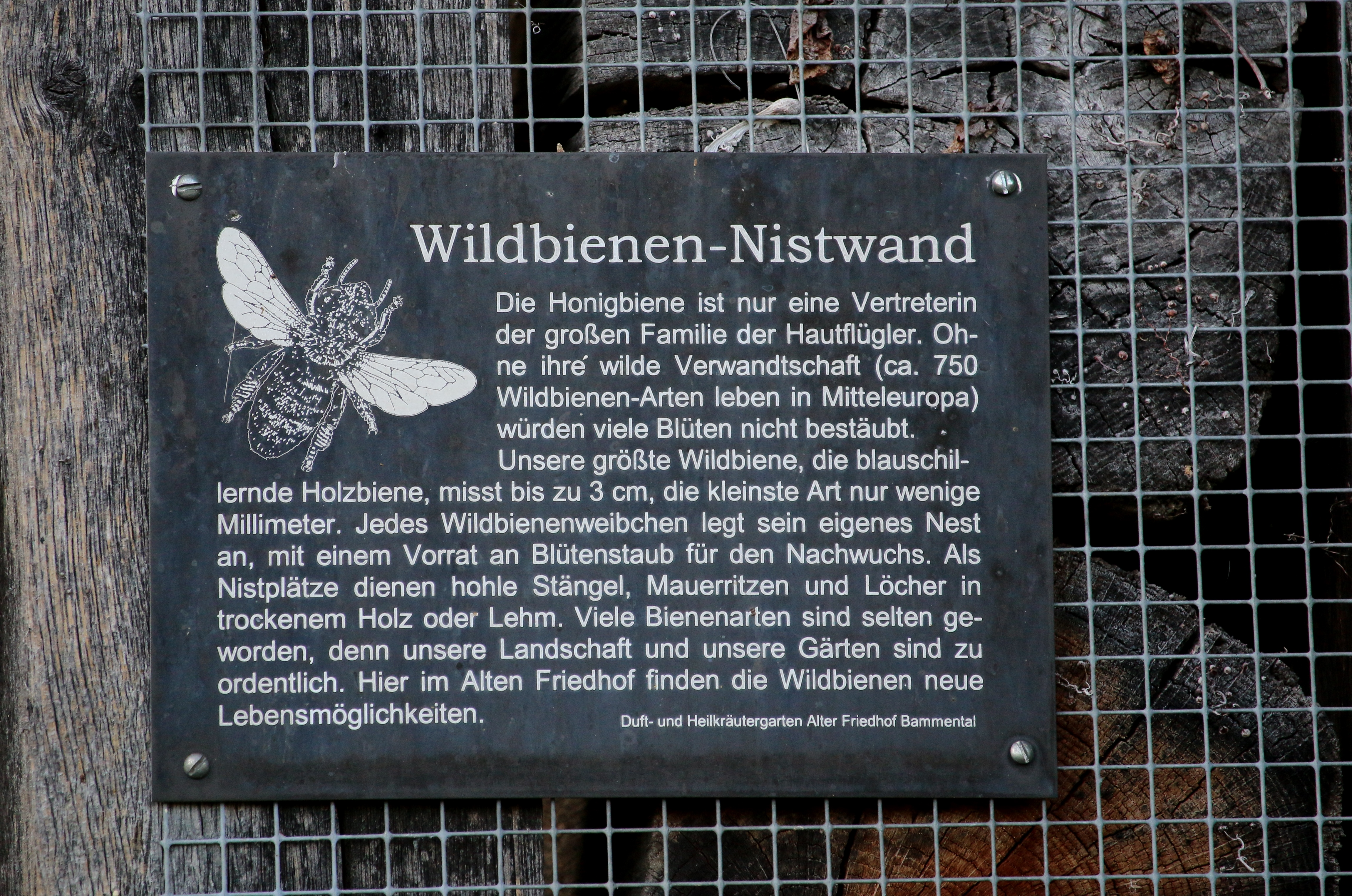
Infotafel zur Wildbienen-Nisthilfe
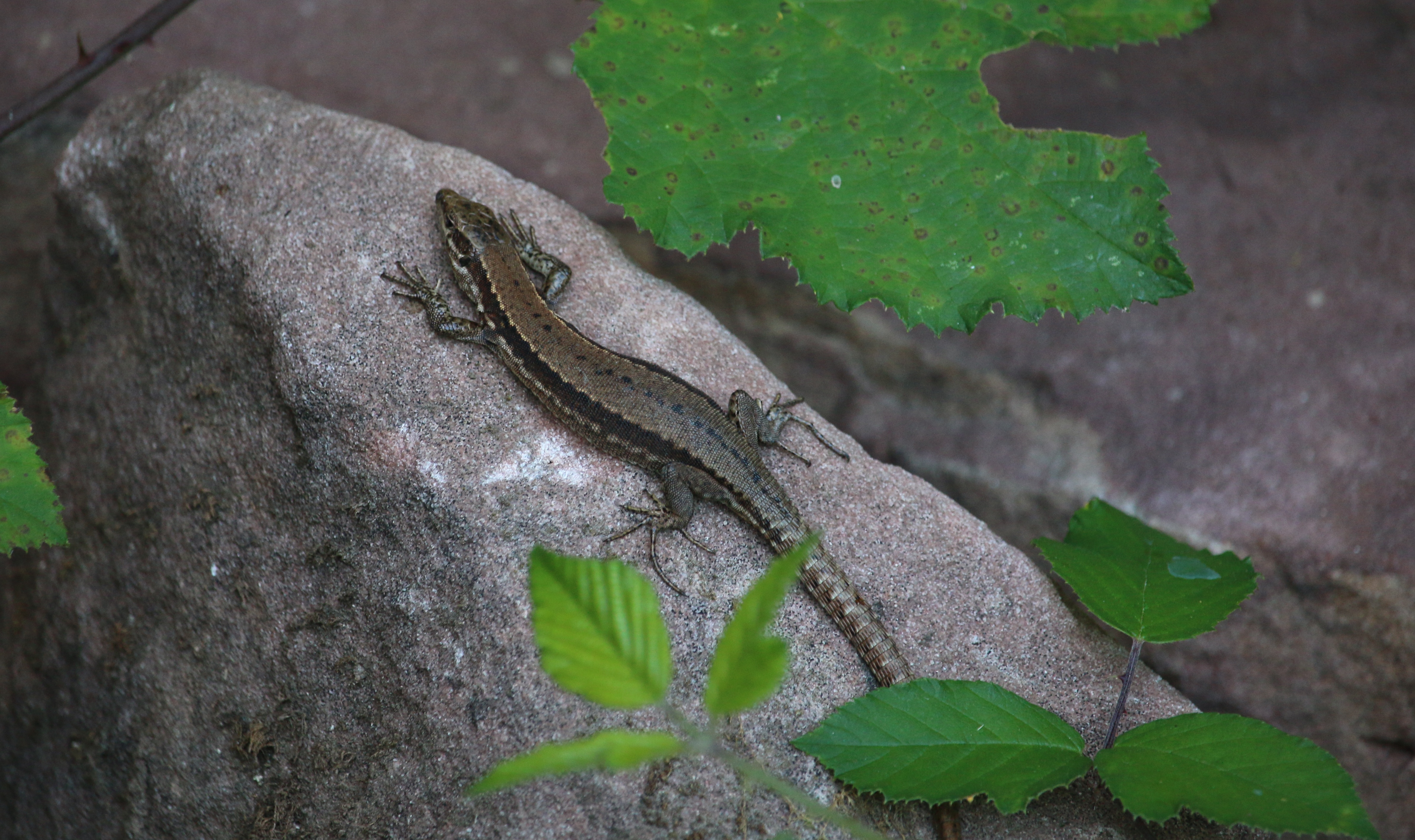
Mauereidechse (Podarcis muralis), Weibchen
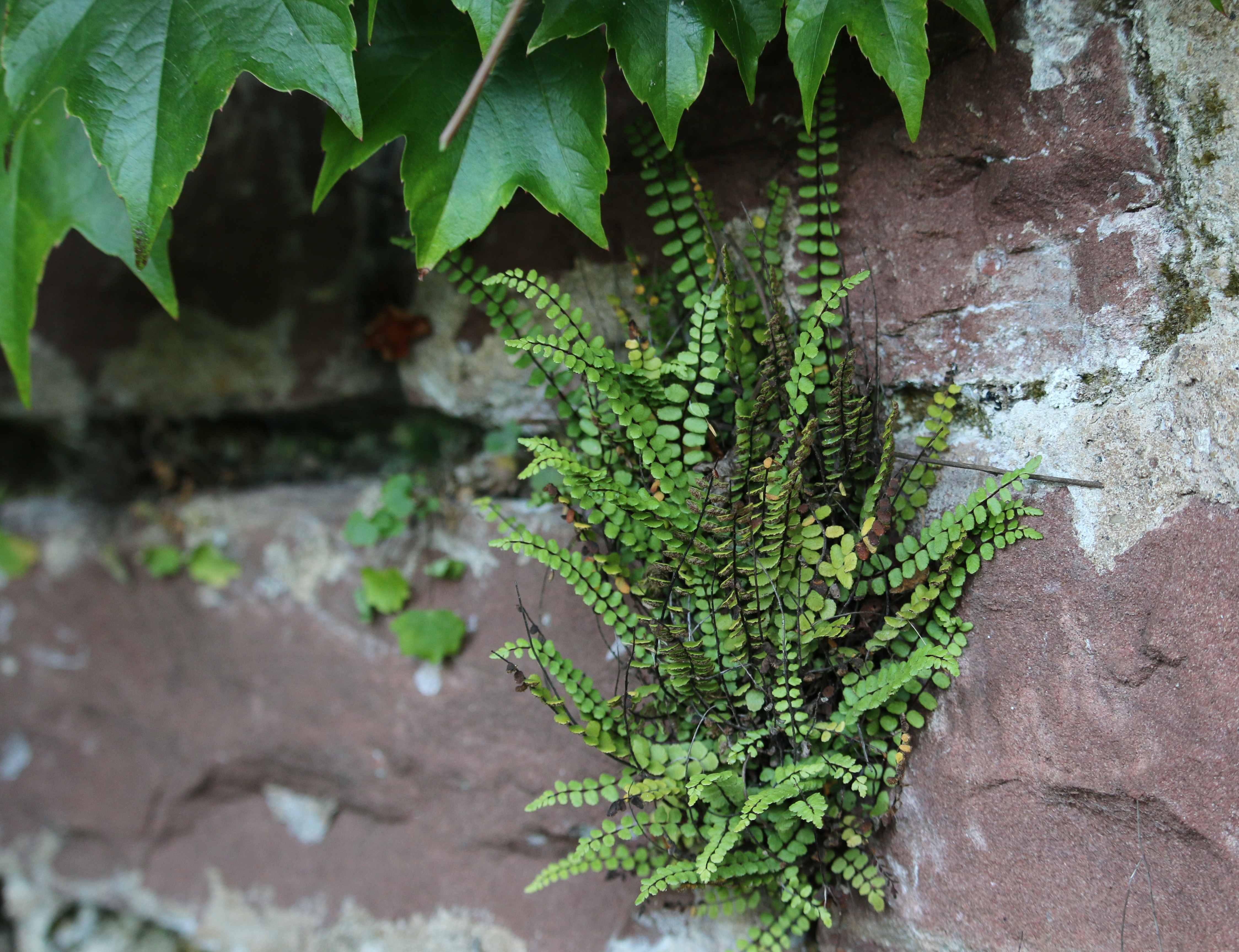
Braunstieliger Streifenfarn (Asplenium trichomanes ssp. quadrivalens D.E.Mey)